# Calciatore sudamericano dell'anno 1995
Il premio di calciatore sudamericano dell'anno per il 1995 fu assegnato a Enzo Francescoli, calciatore uruguaiano del River Plate.

## Classifica
| Pos. | Calciatore          | Naz.      | Punti | Club            |
| ---- | ------------------- | --------- | ----- | --------------- |
| 1.   | Enzo Francescoli    | Uruguay   | 34    | River Plate     |
| 2.   | Diego Maradona      | Argentina | 28    | Boca Juniors    |
| 3.   | Edmundo             | Brasile   | 24    | Flamengo        |
| 4.   | Romário             | Brasile   | 23    | Flamengo        |
| 5.   | José Luis Chilavert | Paraguay  | 21    | Vélez Sarsfield |